# M'Bala Nzola
M'Bala Nzola (Buco-Zau, 18 agosto 1996) è un calciatore angolano, attaccante del Pisa, in prestito dalla Fiorentina, e della nazionale angolana.

## Biografia
Nato in Angola, nell'exclave di Cabinda, è cresciuto in Francia. Prodotto delle giovanili del Troyes, ha avuto le prime soddisfazioni calcistiche in Portogallo, per poi affermarsi in Italia.

## Caratteristiche tecniche
È una punta centrale di piede mancino, dotata di una notevole forza fisica. Abile nell'attaccare la profondità, dispone di un'ottima velocità, corsa e progressione. Si distingue anche per i ripiegamenti difensivi, oltre ad avere un buon controllo palla. Si contraddistingue per il buon fiuto del gol e l'abilità del dribbling.

## Carriera

### Club

#### Gli esordi
Comincia la carriera nel settore giovanile del Troyes, dove viene notato, all'età di 15 anni, dall'osservatore Kebba Cissé. Dopo alcuni contatti con gli inglesi del Crystal Palace e altre squadre francesi, Nzola disputa un torneo con la Cremonese, ma l'ingaggio non si concretizza, malgrado un'ottima prova fornita dal calciatore.
Nzola si trasferisce dunque in Portogallo, nelle giovanili dell'Académica. Debutta in prima squadra il 28 gennaio 2015, in occasione dell'incontro della Taça da Liga perso 4-1 contro il Porto nel quale realizza l'unica rete degli ospiti. Nel 2015-2016 gioca nel Sertanense, club militante nella terza divisione portoghese: segna 7 reti in 25 presenze, ma alla fine della stagione lascia la squadra, data la difficile situazione economica.

#### L'approdo in Italia: Virtus Francavilla e Carpi
Nel luglio 2016 Nzola viene scartato dal Perugia dopo un provino di dieci giorni e rientra a Bologna, presso l'abitazione dell'agente Didier Pingisi. Alla fine del mese, dopo alcuni contatti con la Casertana non andati a buon fine, Pingisi, su suggerimento di Francesco Montervino, contatta Stefano Trinchera, direttore sportivo della Virtus Francavilla, compagine pugliese neopromossa in Lega Pro, e concorda un provino di quattro giorni. Il 7 agosto 2016, dopo il secondo giorno di test, al termine di un'amichevole contro il Monopoli a Francavilla Fontana, il direttore Stefano Trinchera e il presidente Antonio Magrì fanno sottoscrivere al giocatore un contratto con il club francavillese. Nella sua prima esperienza italiana, in 35 presenze realizza 11 reti, la prima delle quali al Monopoli.
Dopo una sola stagione in Puglia, il 7 agosto 2017 si trasferisce al Carpi, militante in Serie B, dove ritrova l'allenatore Antonio Calabro, avuto a Francavilla Fontana. Con i biancorossi gioca 14 partite in campionato e due in Coppa Italia.

#### Trapani
Il 16 agosto 2018 passa in prestito al Trapani, club di Serie C, dove in 33 partite realizza 8 reti. Al termine della stagione, la società granata decide di riscattare il cartellino del giocatore. Esordisce con la nuova maglia il 18 Settembre 2018, nel match contro la Reggina, poi finito 3-0 per la squadra di Nzola. Il primo gol con la nuova maglia arriva circa un mese dopo, in occasione del match contro il Bisceglie, deciso proprio dalla sua rete. Nzola sarà determinante per la promozione in Serie B del Trapani, totalizzando 8 gol di cui uno nella finale valevole la promozione contro il Piacenza, match poi finito 2-0.

#### Spezia

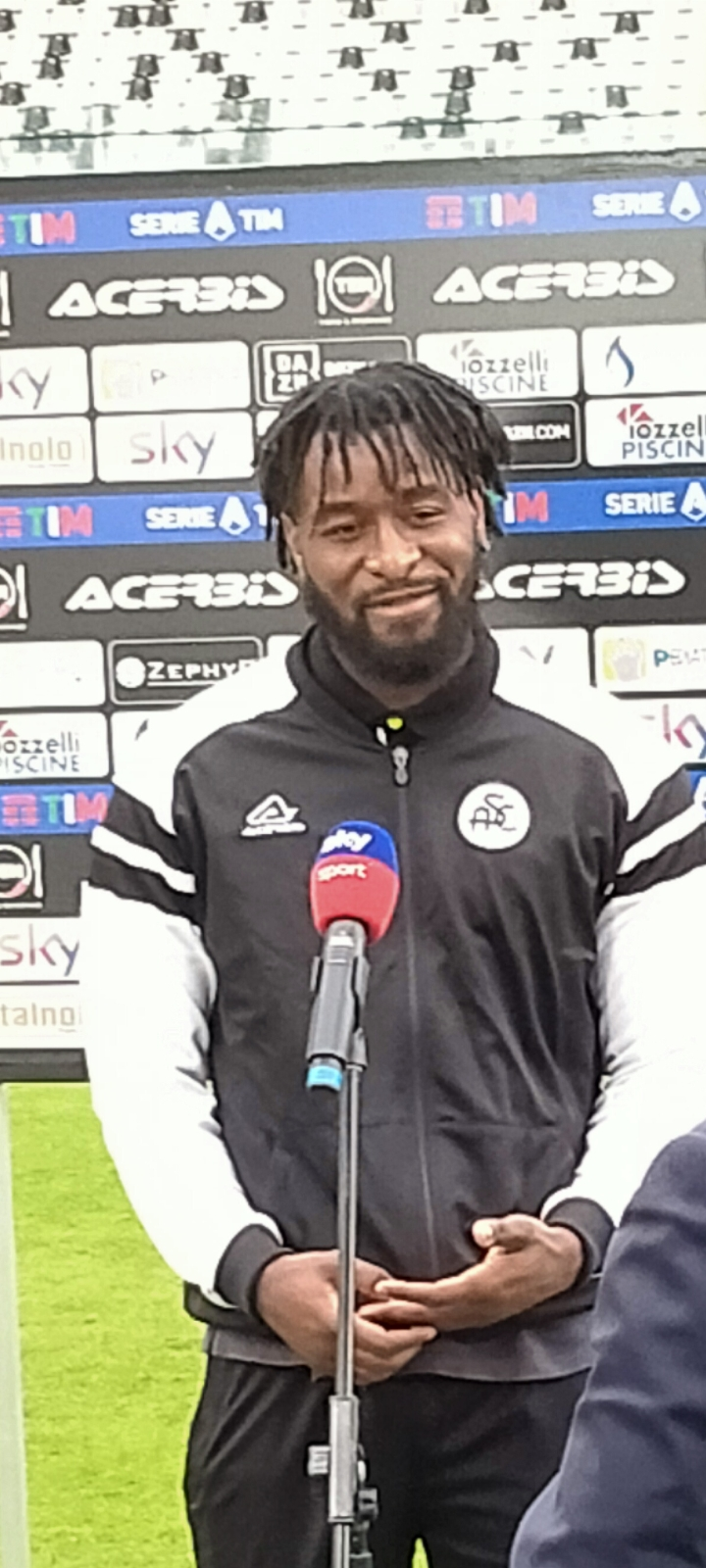
Nzola allo Spezia nel 2020

Il 13 gennaio 2020 viene comunicata la cessione del giocatore in prestito allo Spezia, militante nello stesso campionato e in cui Nzola ritrova Vincenzo Italiano, suo allenatore l'anno precedente a Trapani. Esordisce con i liguri sei giorni dopo nella gara pareggiata in casa con il Cittadella (1-1). Nella partita successiva in casa del Crotone parte per la prima volta da titolare, realizzando il suo primo gol per lo Spezia, poi vincente per 1-2. Diventa subito un punto fermo della squadra, tanto che in febbraio va a segno in 3 partite consecutive (tutte vinte). Con 6 reti realizzate contribuisce al terzo posto della squadra, che si qualifica così ai play-off. Nei play-off il giocatore va a segno nella partita vinta per 3-1 contro il Chievo, che ribalta la sconfitta per 2-0 dell'andata, e gioca le due partite di finale contro il Frosinone, conclusesi con la promozione in Serie A dei liguri. Il club bianconero decide, tuttavia, di non riscattare il cartellino del calciatore, che fa ritorno al Trapani.
Subito dopo essersi svincolato dal club siciliano, escluso dal campionato di Serie C, il 7 ottobre 2020 fa ritorno allo Spezia, con cui debutta in massima serie il 18 ottobre seguente contro la Fiorentina, subentrando nel secondo tempo della sfida pareggiata per 2-2. Sette giorni dopo, in occasione del pareggio per 2-2 contro il Parma, parte per la prima volta dal primo minuto di gioco in Serie A. Il 7 novembre 2020 realizza i suoi primi gol in massima serie, mettendo a segno una doppietta nella sfida vinta per 3-0 in casa del Benevento. L'11 gennaio 2021 realizza, su calcio di rigore, il gol del definitivo 2-1 nel derby contro la Sampdoria, consentendo allo Spezia di ottenere il suo primo successo interno in massima serie. Termina la stagione con 11 reti, contribuendo alla salvezza dei liguri, ottenuta alla penultima giornata col successo per 4-1 contro il Torino, contro cui Nzola realizza una doppietta.
Nella stagione 2021-2022 invece trova poco spazio sotto la gestione del nuovo allenatore degli spezzini Thiago Motta con cui ha avuto un rapporto difficile.
Durante la stagione 2022-2023, Nzola è fra i protagonisti della formazione spezzina che si classifica terzultima in campionato, a pari merito con il Verona, dovendo così affrontare uno spareggio per la retrocessione proprio contro gli scaligeri. Conclude la stagione con 13 reti segnate, tuttavia non sufficienti a evitare il declassamento dei liguri che sono usciti sconfitti dallo scontro con gli scaligeri, con Nzola che nell'occasione ha sbagliato un rigore.

#### Fiorentina
Il 10 agosto 2023 viene acquistato a titolo definitivo dalla Fiorentina, dove ritrova per la terza volta in carriera il tecnico Vincenzo Italiano. 
Nove giorni dopo esordisce in campionato nella prima giornata in casa del Genoa, fornendo l'assist a Cristiano Biraghi per il gol dello 0-1. Il 24 agosto fa il suo esordio ufficiale nelle coppe europee, giocando da titolare l'andata dei playoff di UEFA Conference League contro il Rapid Vienna, persa per 1-0 in trasferta. Torna a segnare in Serie A il 2 ottobre contro il Cagliari (3-0) a distanza di quasi sei mesi dall'ultima volta. Il 9 novembre 2023 realizza, su calcio di rigore, la sua prima rete internazionale, sbloccando, all'ottavo minuto del primo tempo, la partita in casa dei serbi del Čukarički valida per la quarta giornata dei giorni di Conference League, poi vinta 0-1. Nel corso della stagione, tuttavia, il suo rendimento è stato negativo con un lungo periodo di assenza nella primavera 2024. Dopo l'ultima presenza da titolare del 7 marzo contro il Maccabi Haifa in cui segna una rete, infatti, gioca solo pochi minuti pur risultando decisivo nella vittoria contro il Bruges nella semifinale di andata di Conference League. Tre giorni dopo torna a giocare dal primo minuto nella trasferta di Verona, mentre il giovedì successivo è protagonista nel ritorno della semifinale contro il Bruges conquistando il rigore del pari finale. Gioca tutte le restanti partite del mese di maggio, subentrando al 59' nella finale di Conference League, riuscendo ad andare a segno anche nella gara interna contro il Napoli.
Chiude la stagione con 7 reti in 47 presenze, al di sotto delle aspettative della società viola. Alla vigilia del secondo anno a Firenze pertanto si trova fuori dal progetto tecnico del nuovo tecnico Raffaele Palladino.

#### Prestiti a Lens e Pisa
Il 9 agosto 2024, Nzola viene ceduto in prestito con diritto di riscatto al Lens, in Ligue 1. Gioca la sua prima partita con la maglia della squadra francese negli ultimi minuti del ritorno del play-off di Conference League contro il Panathīnaïkos. Il 21 settembre seguente esordisce in campionato nel pareggio per 1-1 in casa del Rennes, realizzando il gol della sua squadra. Ha inoltre segnato il gol più veloce di tutta la stagione contro il Montpellier grazie all'assist di Adrien Thomasson il 31 gennaio 2025.
Il 7 agosto 2025 viene ceduto in prestito al Pisa. Dieci giorni dopo, nell'esordio ufficiale con i toscani, segna il calcio di rigore decisivo che permette al Pisa di qualificarsi al turno successivo di Coppa Italia in casa del Cesena.

### Nazionale
Dopo avere stabilito dei contatti nel novembre 2020, il 15 marzo 2021 riceve la prima convocazione nella nazionale angolana, dal commissario tecnico Pedro Gonçalves. Dieci giorni dopo esordisce in nazionale in occasione della sconfitta per 1-0 contro il Gambia. Il 12 novembre 2021 realizza, su calcio di rigore, il suo primo gol con l'Angola, in occasione del pareggio per 2-2 contro l'Egitto.
A inizio 2024, alla vigilia della 34ª edizione della Coppa d'Africa dove era atteso tra i protagonisti della propria nazionale, la federazione angolana ha comunicato l'assenza dell'attaccante in vista della competizione per "plausibili motivi familiari".

## Statistiche

### Presenze e reti nei club
Statistiche aggiornate al 28 settembre 2024.
| Stagione                  | Squadra                   | Campionato                | Campionato | Campionato | Coppe nazionali | Coppe nazionali | Coppe nazionali | Coppe continentali | Coppe continentali | Coppe continentali | Altre coppe | Altre coppe | Altre coppe | Totale | Totale |
| Stagione                  | Squadra                   | Comp                      | Pres       | Reti       | Comp            | Pres            | Reti            | Comp               | Pres               | Reti               | Comp        | Pres        | Reti        | Pres   | Reti   |
| ------------------------- | ------------------------- | ------------------------- | ---------- | ---------- | --------------- | --------------- | --------------- | ------------------ | ------------------ | ------------------ | ----------- | ----------- | ----------- | ------ | ------ |
| 2014-2015                 | Académica                 | PL                        | 0          | 0          | CP+CdL          | 0+2             | 1               | -                  | -                  | -                  | -           | -           | -           | 2      | 1      |
| 2015-2016                 | Sertanense                | TD                        | 25         | 7          | CP              | 1               | 1               | -                  | -                  | -                  | -           | -           | -           | 26     | 8      |
| 2016-2017                 | Virtus Francavilla        | LP                        | 33+2       | 11         | CI-LP           | 3               | 1               | -                  | -                  | -                  | -           | -           | -           | 38     | 12     |
| ago. 2017                 | Virtus Francavilla        | C                         | 0          | 0          | CI+CI-C         | 1+0             | 1               | -                  | -                  | -                  | -           | -           | -           | 1      | 1      |
| Totale Virtus Francavilla | Totale Virtus Francavilla | Totale Virtus Francavilla | 33+2       | 11         |                 | 4               | 2               |                    | -                  | -                  |             | -           | -           | 39     | 13     |
| ago. 2017-2018            | Carpi                     | B                         | 14         | 0          | CI              | 2               | 1               | -                  | -                  | -                  | -           | -           | -           | 16     | 1      |
| 2018-2019                 | Trapani                   | C                         | 29+4       | 7+1        | CI-C            | 3               | 0               | -                  | -                  | -                  | -           | -           | -           | 36     | 8      |
| 2019-gen. 2020            | Trapani                   | B                         | 12         | 1          | CI              | 2               | 1               | -                  | -                  | -                  | -           | -           | -           | 14     | 2      |
| Totale Trapani            | Totale Trapani            | Totale Trapani            | 41+4       | 8+1        |                 | 5               | 1               |                    | -                  | -                  |             | -           | -           | 50     | 10     |
| gen.-ago. 2020            | Spezia                    | B                         | 17+4       | 6+1        | CI              | 0               | 0               | -                  | -                  | -                  | -           | -           | -           | 21     | 7      |
| 2020-2021                 | Spezia                    | A                         | 25         | 11         | CI              | 0               | 0               | -                  | -                  | -                  | -           | -           | -           | 25     | 11     |
| 2021-2022                 | Spezia                    | A                         | 21         | 2          | CI              | 1               | 0               | -                  | -                  | -                  | -           | -           | -           | 22     | 2      |
| 2022-2023                 | Spezia                    | A                         | 31+1       | 13         | CI              | 2               | 2               | -                  | -                  | -                  | -           | -           | -           | 34     | 15     |
| Totale Spezia             | Totale Spezia             | Totale Spezia             | 94+5       | 32+1       |                 | 3               | 2               |                    | -                  | -                  |             | -           | -           | 102    | 35     |
| 2023-2024                 | Fiorentina                | A                         | 33         | 3          | CI              | 2               | 1               | UECL               | 11                 | 3                  | SI          | 1           | 0           | 47     | 7      |
| 2024-2025                 | Lens                      | L1                        | 21         | 6          | CF              | 1               | 1               | UECL               | 1                  | 0                  |             | -           | -           | 22     | 7      |
| 2025-2026                 | Pisa                      | A                         | -          | -          | CI              | -               | -               | -                  | -                  | -                  | -           | -           | -           | -      | -      |
| Totale carriera           | Totale carriera           | Totale carriera           | 272        | 69         |                 | 20              | 10              |                    | 12                 | 3                  |             | 1           | 0           | 305    | 82     |

### Cronologia presenze e reti in nazionale
| Cronologia completa delle presenze e delle reti in nazionale ― Angola | Cronologia completa delle presenze e delle reti in nazionale ― Angola | Cronologia completa delle presenze e delle reti in nazionale ― Angola | Cronologia completa delle presenze e delle reti in nazionale ― Angola | Cronologia completa delle presenze e delle reti in nazionale ― Angola | Cronologia completa delle presenze e delle reti in nazionale ― Angola | Cronologia completa delle presenze e delle reti in nazionale ― Angola | Cronologia completa delle presenze e delle reti in nazionale ― Angola |
| Data                                                                  | Città                                                                 | In casa                                                               | Risultato                                                             | Ospiti                                                                | Competizione                                                          | Reti                                                                  | Note                                                                  |
| --------------------------------------------------------------------- | --------------------------------------------------------------------- | --------------------------------------------------------------------- | --------------------------------------------------------------------- | --------------------------------------------------------------------- | --------------------------------------------------------------------- | --------------------------------------------------------------------- | --------------------------------------------------------------------- |
| 25-3-2021                                                             | Bakau                                                                 | Gambia                                                                | 1 – 0                                                                 | Angola                                                                | Qual. Coppa d'Africa 2021                                             | -                                                                     |                                                                       |
| 29-3-2021                                                             | Benguela                                                              | Angola                                                                | 2 – 0                                                                 | Gabon                                                                 | Qual. Coppa d'Africa 2021                                             | -                                                                     | 84’                                                                   |
| 12-11-2021                                                            | Luanda                                                                | Angola                                                                | 2 – 2                                                                 | Egitto                                                                | Qual. Mondiali 2022                                                   | 1                                                                     |                                                                       |
| 1-6-2022                                                              | Luanda                                                                | Angola                                                                | 2 – 1                                                                 | Rep. Centrafricana                                                    | Qual. Coppa d'Africa 2023                                             | 1                                                                     | 64’                                                                   |
| 5-6-2022                                                              | Antananarivo                                                          | Madagascar                                                            | 1 – 1                                                                 | Angola                                                                | Qual. Coppa d'Africa 2023                                             | -                                                                     | 70’ 90+3’                                                             |
| 23-3-2023                                                             | Kumasi                                                                | Ghana                                                                 | 1 – 0                                                                 | Angola                                                                | Qual. Coppa d'Africa 2023                                             | -                                                                     | 65’                                                                   |
| 15-11-2024                                                            | Talatona                                                              | Angola                                                                | 1 – 1                                                                 | Ghana                                                                 | Qual. Coppa d'Africa 2025                                             | -                                                                     | 58’                                                                   |
| 18-11-2024                                                            | Bengasi                                                               | Sudan                                                                 | 0 – 0                                                                 | Angola                                                                | Qual. Coppa d'Africa 2025                                             | -                                                                     | 67’ 68’                                                               |
| Totale                                                                |                                                                       | Presenze                                                              | 8                                                                     |                                                                       | Reti                                                                  | 2                                                                     |                                                                       |